# Синьково (Дмитровський міський округ)
Синько́во (рос. Синьково) — село у складі Дмитровського міського округу Московської області, Росія.

## Населення
Населення — 261 особа (2010; 203 у 2002).
Національний склад (станом на 2002 рік):
- росіяни — 96 %